# Čaplje
 Ovo je glavno značenje pojma Čaplje. Za naselje u općini Sanski Most, BiH pogledajte Čaplje (Sanski Most, BiH).
Čaplje (lat. Ardeidae) su porodica ptica iz reda pelikanki. Porodica ima 62 vrste. Većina ima duge noge i dug, šiljasti kljun. Pored toga, brojne vrste imaju i dugačak vrat. Vezane su gotovo isključivo uz slatkovodna staništa gdje u plićacima uz obalu tragaju za ribama. 

## Rasprostranjenost i životni okoliš
Rasprostranjene su širom svijeta, nema ih samo na Antarktiku i nekim oceanskim otocima. Najveći broj vrsta (24 vrste) živi u južnoj i jugoistočnoj Aziji.
Čaplje su prije svega stanovnici nizina i rijetko ih se sreće u brdovitim predjelima, no ima i iznimaka. Tako je gak (Nycticorax nycticorax) viđen u čileanskim Andama na visini od 4816 m.
Čaplje uobičajeno žive uz obale slatkih voda. Najčešće ih se sreće uz plitka jezera i močvare, ali i uz rijeke, u šumama mangrova pa čak i uz morske obale. Neke vrste se povremeno ili trajno mogu sretati i udaljene od vode. Najpoznatiji takav primjer je afrička žuta čaplja koja obitava na travnjacima i savanama, i nema spomena vrijednu vezu s vodom. 
Većina vrsta su stanarice ili skitalice, no u porodici ima i selica. Selidbeno ponašanje izraženije je kod ptica u umjerenim i hladnijim područjima nego kod onih koje žive u tropima. Tako europske populacije čaplji danguba, gakova i bukavčića prezimljuju u Africi, južno od Sahare. Siva čaplja je djelomična selica; iz Srednje Europe seli u zimovališta od 25 do 45% populacije, iz Švedske 70%, dok populacija koja obitava na britanskim otocima ne seli uopće.

## Klasifikacija: potporodice
- Ardeinae s 10 rodova
- Botaurinae s 4 roda
- Cochleariinae s jednim rodom (Većina autora objedinjuje ovu potporodicu s potporodicom Tigrisomatinae)
- Tigrisomatinae s četiri roda[1]

## Neke vrste čaplji
Latinska i hrvatska imena:
- Ardea cinerea - siva čaplja
- Ardea purpurea - čaplja danguba ili crvena čaplja
- Ardeola ralloides - žuta čaplja ili žuta čapljica
- Botaurus stellaris - bukavac
- Bubulcus ibis - čaplja govedarica
- Egretta alba - velika bijela čaplja
- Egretta garzetta - mala bijela čaplja
- Egretta gularis (Bosc.) - obalna čaplja
- Ixobrychus minutus - čapljica voljak ili bukavčić
- Nycticorax nycticorax - Gak

## Vanjske poveznice
|  | Zajednički poslužitelj ima stranicu o temi Ardeidae    |
|  | Zajednički poslužitelj ima još gradiva o temi Ardeidae |
|  | Wikivrste imaju podatke o taksonu Ardeidae             |